# Acianthera bicarinata
Acianthera bicarinata là một loài phong lan.